# Хант, Тристрам
Тристрам Хант (англ. Tristram Julian William Hunt; род. 31.05.1974, Кембридж) — британский политик-лейборист, историк и журналист. С 2010 года член парламента.
Доктор философии (2000).
Читает лекции по современной британской истории в Лондонском университете королевы Марии.

## Биография
Учился истории в кембриджском Тринити-колледже, был научным сотрудником Чикагского университета. Степень доктора философии получил в 2000 году.
С 1997 года активист Лейбористской партии. После участия в избирательной кампании того года он стал специальным советником министра науки, работал младшим научным сотрудником Центра истории и экономики Королевского колледжа в Кембридже и старшим научным сотрудником Института общественно-политических исследований. Между 2001 и 2010 годами совмещал должность старшего преподавателя британской истории Колледжа королевы Мэри Лондонского университета с работой на BBC и Channel 4. В течение этого периода также работал в качестве попечителя Национального мемориального фонда наследия.
В 2003 году в версии «Великих британцев» телеканала BBC World представлял аудитории фигуру Исаака Ньютона, которая заняла тогда 1-е место.
Был избран в парламент на выборах в мае 2010 года.
С апреля 2013 года заместитель, с октября 2013 года по сентябрь 2015 года «теневой» министр образования (в теневом кабинете лейбористов).
Автор нескольких книг, в том числе биографической монографии о Фридрихе Энгельсе «Коммунист в сюртуке», другое название - "Полководец Маркса" (2009). 
Член Королевского исторического общества. 
Женат, есть сын и две дочери. Проживает с семьёй в Лондоне.